# Campionati oceaniani di badminton 2020
I Campionati oceaniani di badminton 2020 si sono svolti a Ballarat, in Australia, dal 10 al 15 febbraio 2020. È stata la 15ª edizione del torneo, organizzato dalla Badminton Oceania.

## Podi
| Evento              | Oro                                | Argento                           | Bronzo                       |
| Singolare maschile  | Abhinav Manota                     | Edward Lau                        | Nathan Tang                  |
| Singolare maschile  | Abhinav Manota                     | Edward Lau                        | Milain Lohith Ranasinghe     |
| Singolare femminile | Chen Hsuan-yu                      | Louisa Ma                         | Sylvina Kurniawan            |
| Singolare femminile | Chen Hsuan-yu                      | Louisa Ma                         | Tiffany Ho                   |
| Doppio maschile     | Oliver Leydon-Davis Abhinav Manota | Matthew Chau Sawan Serasinghe     | Lukas Defolky Raymond Tam    |
| Doppio maschile     | Oliver Leydon-Davis Abhinav Manota | Matthew Chau Sawan Serasinghe     | Lin Ying Xiang Teoh Kai Chen |
| Doppio femminile    | Setyana Mapasa Gronya Somerville   | Sally Fu Alyssa Tagle             | Tiffany Ho Jodee Vega        |
| Doppio femminile    | Setyana Mapasa Gronya Somerville   | Sally Fu Alyssa Tagle             | Majan Almazan Kaitlyn Ea     |
| Doppio misto        | Simon Leung Gronya Somerville      | Tran Hoang Pham Sylvina Kurniawan | Raymond Tam Jessica Lim      |
| Doppio misto        | Simon Leung Gronya Somerville      | Tran Hoang Pham Sylvina Kurniawan | Dylan Soedjasa Alyssa Tagle  |
| Squadra maschile    | Australia                          | Nuova Zelanda                     | Polinesia francese           |
| Squadra femminile   | Australia                          | Nuova Zelanda                     | Nuova Caledonia              |

## Medagliere
| Pos.   | Paese              | Oro | Argento | Bronzo | Totale |
| ------ | ------------------ | --- | ------- | ------ | ------ |
| 1      | Australia          | 5   | 3       | 9      | 17     |
| 2      | Nuova Zelanda      | 2   | 4       | 1      | 7      |
| 3      | Polinesia francese | 0   | 0       | 1      | 1      |
| 4      | Nuova Caledonia    | 0   | 0       | 1      | 1      |
| Totale | Totale             | 7   | 7       | 12     | 26     |